# Clima de Florida

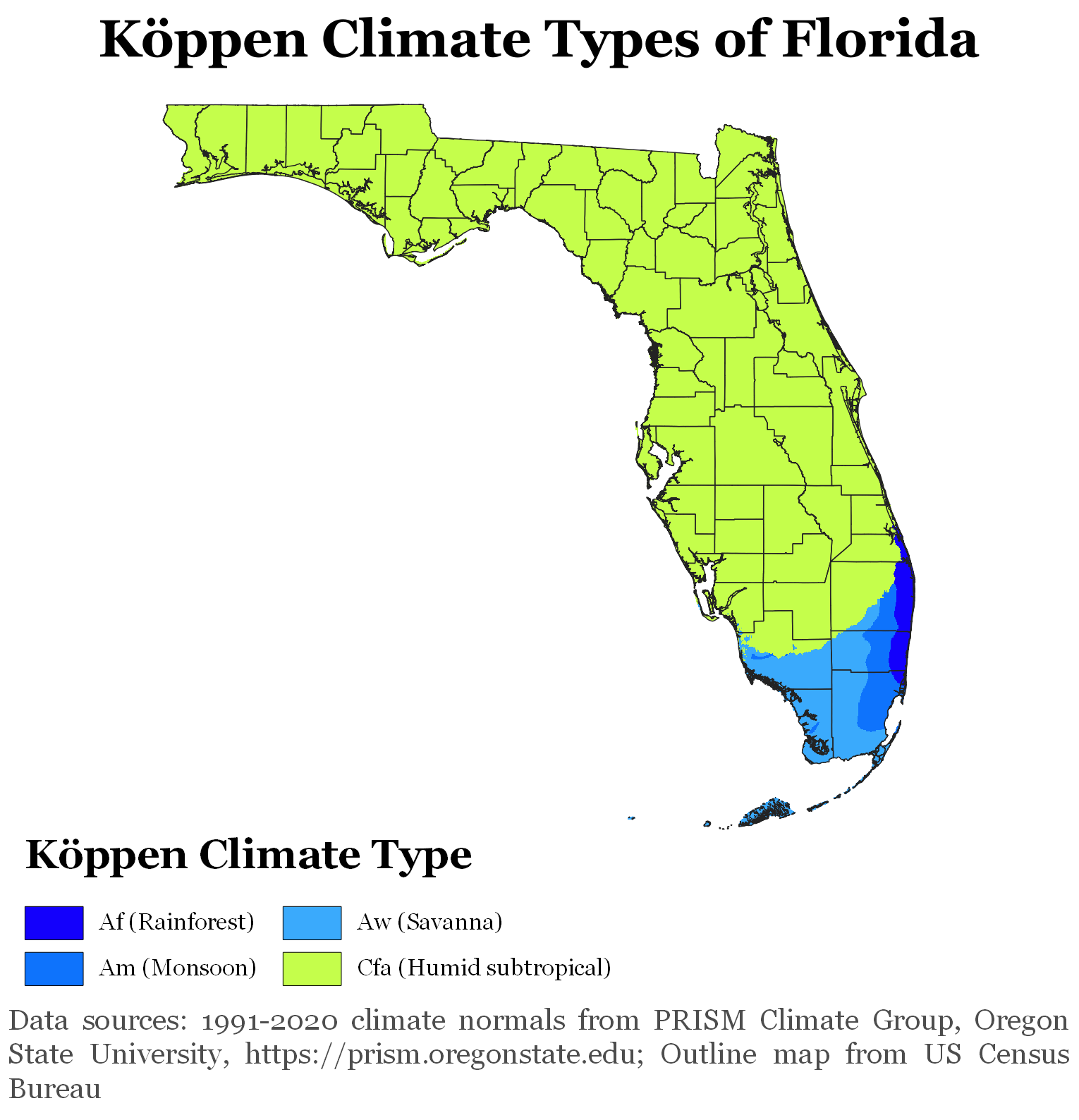
Tipos climáticos Köppen de Florida, utilizando las normales climáticas de 1991-2020.

El clima del norte y el centro del estado de Florida es subtropical húmedo. El sur de Florida tiene un clima tropical. De mayo a octubre hay una estación lluviosa definida en la que las tormentas de masa de aire que se forman con el calor del día dejan caer fuertes pero breves precipitaciones estivales.
En octubre, comienza la estación seca en gran parte de Florida (a principios de mes en el norte y a finales en el sur) y dura hasta finales de abril la mayoría de los años. Los frentes de las tormentas de latitudes medias al norte de Florida pasan ocasionalmente por el norte y el centro del estado y traen lluvias ligeras y breves en invierno. A mediados y finales del invierno, Florida puede volverse muy seca. En algunos años, la estación seca se vuelve bastante severa y se imponen restricciones de agua para conservarla. Aunque la mayoría de las zonas de Florida no experimentan ningún tipo de precipitación helada, el norte de Florida puede ver nieve o aguanieve fugaces unas pocas veces cada década.
Las zonas de rusticidad del USDA para el estado van desde la zona 8B (15 °F a 20 °F) en el extremo noroeste de la península, hasta la zona 12A (50 °F a 55 °F) en la parte baja de los Cayos de Florida.
La corriente del Golfo, que atraviesa el Estrecho de Florida y luego se dirige al norte de la costa oriental del estado, mantiene temperaturas moderadas a unos pocos kilómetros tierra adentro, desde los alrededores de Stuart, en la costa oriental, hasta Fort Myers, en la costa occidental del estado, durante todo el año, con pocas temperaturas extremas. La corriente oceánica tropical también proporciona temperaturas cálidas en la superficie del mar, lo que hace que las playas de Florida tengan las aguas oceánicas más cálidas del territorio continental de Estados Unidos. La geografía de Florida también la hace vulnerable a los efectos del cambio climático, tanto en la intensificación de las condiciones meteorológicas extremas, como la intensificación de los huracanes, como en las inundaciones costeras y otros efectos de la subida del nivel del mar.

## Presión
La presión más baja medida de un ciclón extratropical fue de 28,84 pulgadas/976,7 hPa durante la Tormenta del Siglo (1993).De un ciclón tropical, la presión más baja medida fue de 26,35 pulgadas/892 hPa en los Cayos de Florida durante el Huracán del Día del Trabajo de 1935.La presión más alta conocida medida en todo el estado fue de 30,74 pulgadas/1041,1 hPa en Tallahassee el 5 de febrero de 1996 y el 4 de enero de 1979.

## Viento
Durante el invierno, los vientos predominantes son del norte en todo el Panhandle hacia el sur hasta cerca de Orlando, pero son variables en el resto del estado. En verano soplan vientos del este y sureste en toda la península. Durante los meses de verano, el patrón medio de vientos implica un eje de cresta superficial que normalmente se sitúa a través del centro de Florida, con vientos del este desde Tampa hacia el sur y vientos del suroeste a través del norte de Florida. La ráfaga de viento máxima durante el periodo comprendido entre 1930 y 1997 fue de 115 millas por hora en el Aeropuerto Internacional de Miami durante el huracán Andrew.

### Brotes de polvo africano

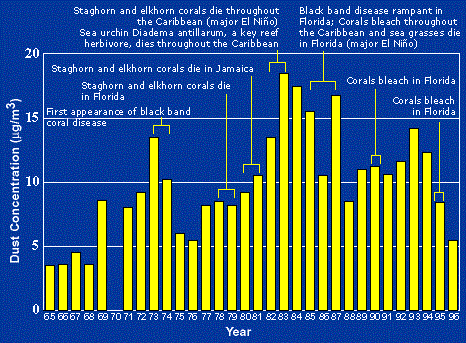

En julio, los vientos alisios al sur de la dorsal subtropical que se desplaza hacia el norte se expanden hacia el noroeste hasta Florida. En ocasiones, el polvo procedente del Sáhara que se desplaza por la periferia sur de la dorsal se adentra en el estado, suprimiendo las precipitaciones y cambiando el aspecto del cielo de azul a blanco y provocando un aumento de las puestas de sol rojas. Su presencia afecta negativamente a la calidad del aire en todo el sureste de Estados Unidos durante el verano, al aumentar el recuento de partículas en suspensión. Esto contrasta fuertemente con el aire normalmente limpio sobre Florida y el sureste de Estados Unidos, que de media es el aire más limpio de EE. UU. Más del 50% del polvo africano que llega a Estados Unidos afecta a Florida.Desde 1970, los brotes de polvo han empeorado debido a los periodos de sequía en África. Existe una gran variabilidad en el transporte de polvo al Caribe y a Florida de un año a otro.Los episodios de polvo están posiblemente relacionados con el deterioro de la salud de los arrecifes de coral en el Caribe y Florida, principalmente desde los años 70.

### Invierno

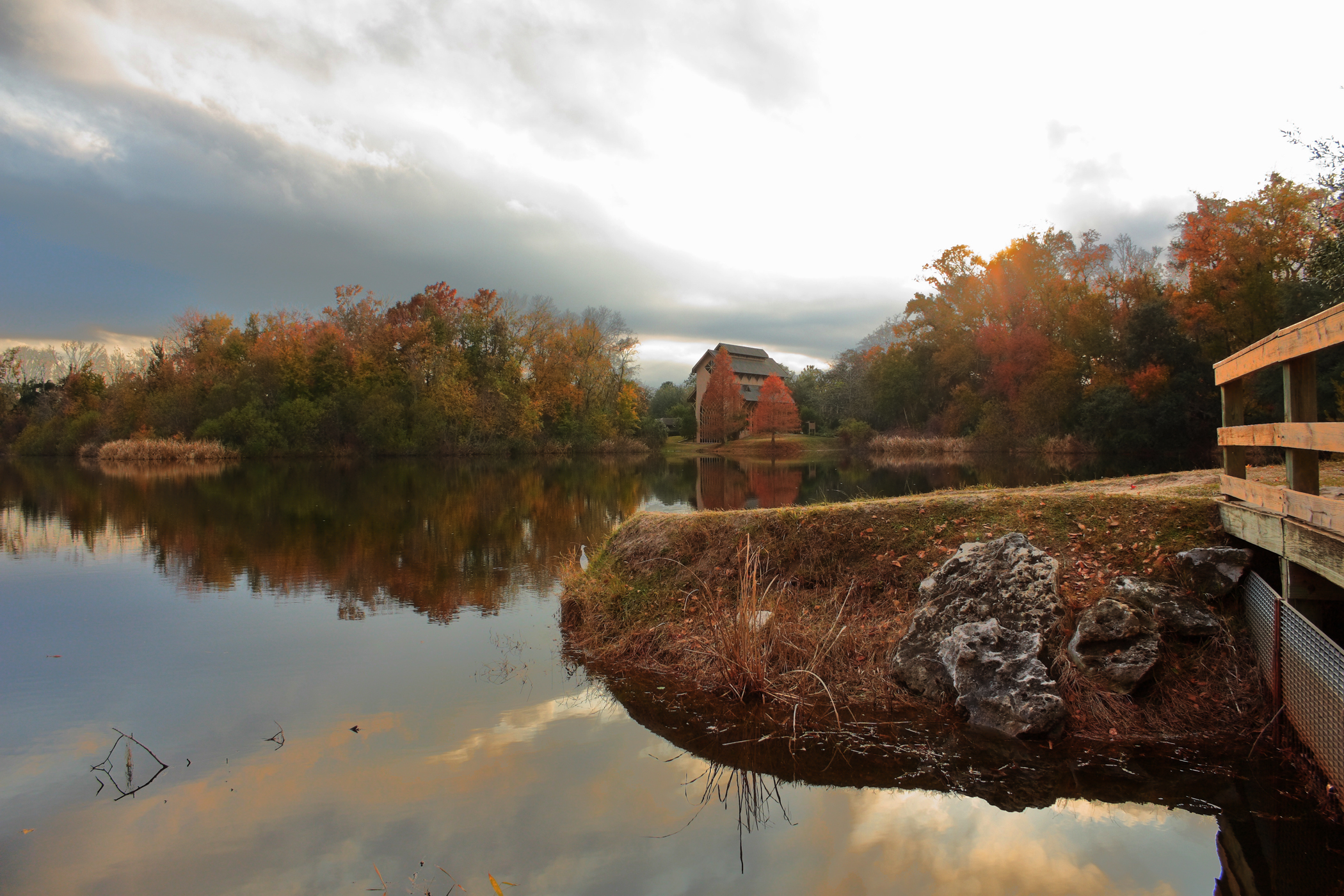
Follaje otoñal en el norte de Florida Central

De media, Florida tiene los inviernos más suaves del territorio continental de Estados Unidos. Las mínimas medias oscilan entre los 65 °F de Cayo Hueso y los casi 41 °F de Tallahassee, mientras que las máximas diurnas oscilan entre los 62 °F de Tallahassee y los 77 °F de Miami. Los vientos tropicales del este predominantes en el centro y sur de Florida mantienen las temperaturas cálidas durante el invierno. Ocasionalmente, cada pocos años, fuertes frentes fríos se desplazan hacia el sur por la península con temperaturas bajo cero o casi bajo cero en algunas noches en zonas del interior del centro de Florida. Unas pocas veces cada década Miami puede ver una noche de invierno por debajo de 45 °F. Los inviernos de El Niño suelen ser más fríos debido al aumento de la nubosidad, pero suelen tener menos heladas.
Existen cinco zonas de rusticidad. La zona 12A del USDA, la más cálida del estado, con mínimas anuales extremas medias de entre 50 °F y 55 °F, se encuentra en la zona de Dry Tortugas. La zona 11B del USDA, con mínimas anuales medias entre 45 °F y 50 °F, se encuentra entre Cayo Hueso y Marathon. La zona 11A del USDA, con mínimas anuales medias de entre 40 °F y 45 °F, se encuentra en el resto de los Cayos de Florida, Miami Beach y partes del centro de Miami. La zona 10B del USDA, con mínimas anuales medias de entre 35 °F y 40 °F, se encuentra en la costa del sur de Florida y gran parte de los Everglades. La zona 10A del USDA, con mínimas anuales medias de entre 30 °F y 35 °F, se encuentra en el resto del sur de Florida y en ciertas regiones costeras tan al norte como San Petersburgo, en la costa occidental del estado, y aproximadamente Vero Beach, en la costa oriental del estado. La zona 9B del USDA, con temperaturas mínimas medias anuales entre 25 °F y 30 °F, se encuentra en el interior de Florida Central, continuando hacia el norte hasta Fernandina Beach. La zona 9A del USDA, con temperaturas mínimas anuales medias de entre 20 °F y 25 °F, se extiende desde Ocala hasta Pensacola. La zona 8B del USDA, la más fría del estado, con mínimas anuales medias de entre 15 °F y 20 °F, se encuentra en el extremo noroeste de Florida, en la parte norte de los condados de Escambia, Santa Rosa, Okaloosa, Walton y Holmes.
Florida ha sufrido 12 grandes heladas. Esto incluye cuatro heladas de "impacto", lo suficientemente severas como para matar arboledas enteras de cítricos, lo que resulta en un efecto económico notable en los productores de cítricos, lo que les lleva a desplazar las arboledas más al sur. Estas heladas de impacto se indican con asteriscos a continuación: Gran Helada de 1894-1895*, 13-14 de febrero de 1899, 2-6 de febrero de 1917, 12-13 de diciembre de 1934, enero de 1940, 12-13 de diciembre de 1957, 12-13 de diciembre de 1962*, 18-20 de enero de 1977, 12-14 de enero de 1981, 24-25 de diciembre de 1983*, 20-22 de enero de 1985 y 22-26 de diciembre de 1989*.
A pesar de ser el más suave por término medio, el clima invernal fue un factor crucial que contribuyó al desastre del Challenger el 28 de enero de 1986, en el que las temperaturas nocturnas en Titusville, adyacente al Centro Espacial Kennedy, habían descendido hasta los 24 °F y seguían por debajo del punto de congelación entre 28,0 °F y 28,9 °F el día del lanzamiento. El intenso frío hizo que las juntas tóricas del SRB derecho se agrietaran, ya que sólo tenían una tolerancia de 39 °F.

### Verano

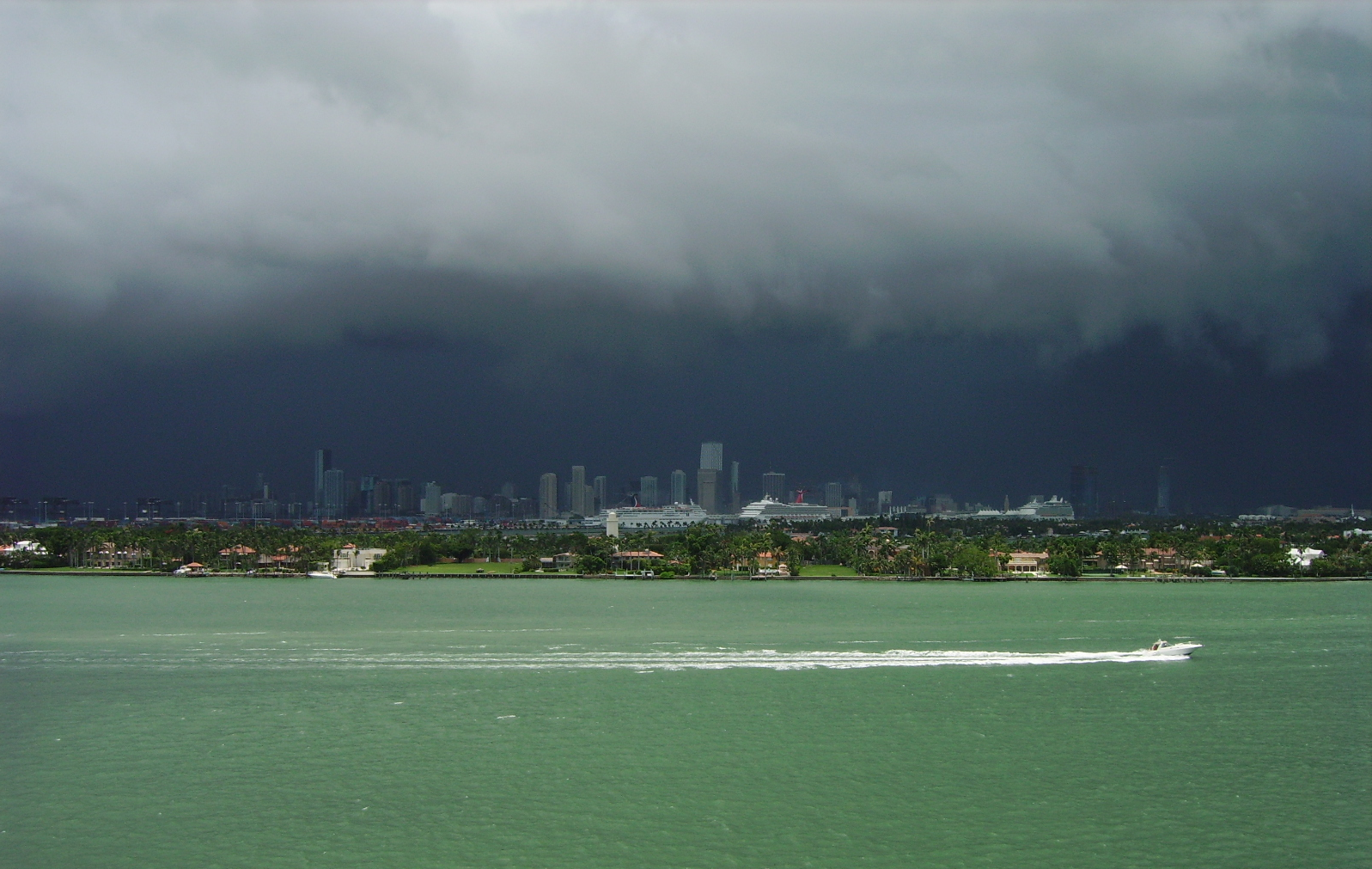
Típico chaparrón de verano por la tarde desde los Everglades viajando hacia el este sobre el centro de Miami.

Durante el verano, las temperaturas medias oscilan entre los 35 °C (95 °F) en el norte de Florida y los 32 °C (90 °F) en los Cayos. Las temperaturas máximas durante el verano se sitúan en torno a los 90 grados Fahrenheit en todo el estado y los índices de calor pueden alcanzar fácilmente los 103-110 grados Fahrenheit. El alivio del calor durante el verano llega en forma de tormentas por la tarde y por la noche, brisas marinas a última hora de la mañana y por la tarde en el océano relativamente más fresco, y durante el paso de un ciclón tropical. La temperatura máxima récord del estado es de 43 °C (109 °F) en Monticello en 1931.

## Niebla
Al igual que el resto del sureste de Estados Unidos, Florida tiene un máximo invernal en condiciones de niebla densa. A diferencia del resto de la región, el máximo en Florida contiene aproximadamente la mitad de las ocurrencias anuales por término medio. Su mínimo estival es inferior al del resto del Sureste. El número anual de días de niebla espesa (con una visibilidad de 0,40 km (0,25 millas) o menos) ha oscilado entre 50 en Tallahassee y 1 en Key West, la región con menos niebla del estado. Los dos tipos de niebla más comunes en Florida son la de advección y la de radiación. La niebla puede ser peligrosa para los viajeros que se desplazan a primera hora de la mañana. El 9 de enero de 2008, cuando la niebla en la Interestatal 4 se combinó con el humo de un incendio cercano, la visibilidad se redujo casi a cero. Como resultado, cinco personas murieron en un choque múltiple de 70 coches.

## Precipitaciones

### Promedios

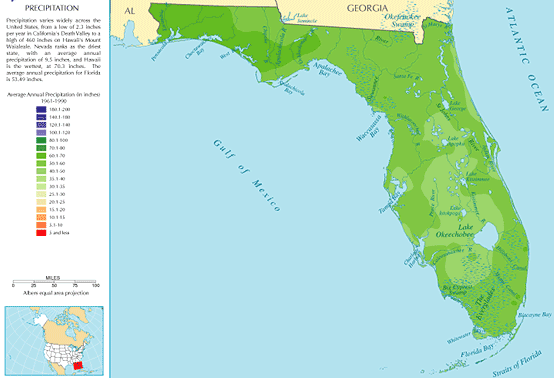
Precipitaciones medias en Florida

En todo el estado, las mayores cantidades de precipitaciones se producen durante los meses de verano. En el norte de Florida, existe un débil máximo secundario invernal, mientras que en todo el estado los meses más secos del año son durante la primavera. Durante El Niño, Florida registra mayores precipitaciones entre noviembre y marzo.Debido a la ausencia del máximo secundario en toda la península, se observa una estación seca diferenciada en los promedios desde el invierno hasta la primavera. Esta estación seca provoca anualmente incendios de matorrales a medida que aumentan las temperaturas durante el final de la primavera, antes de desvanecerse a principios de junio con el inicio de la estación lluviosa.

### Extremos

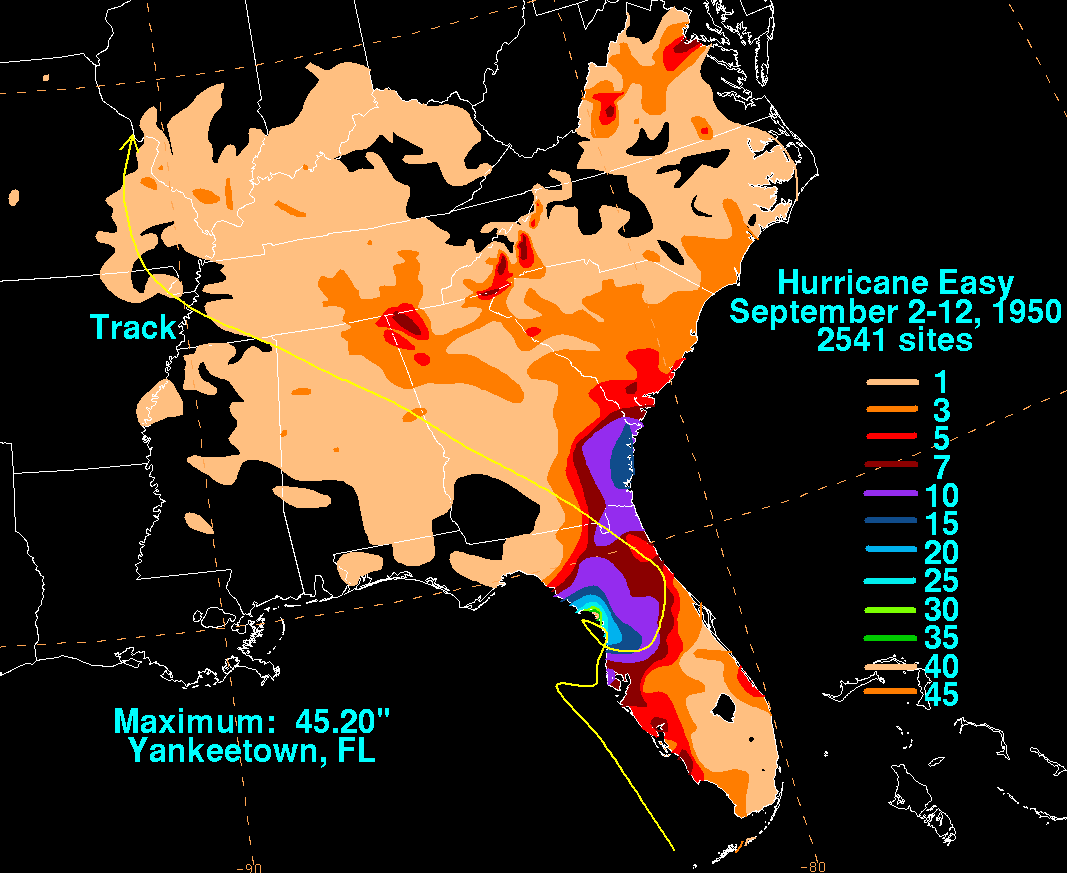
Lluvias provocadas por el huracán Easy en el sureste de Estados Unidos

La mayor precipitación en 24 horas se midió en Yankeetown durante el huracán Easy (1950), 38,70 pulgadas (983 mm). Este es también el punto más alto conocido de tormenta total máxima relacionada con cualquier ciclón tropical que ha afectado a la Florida, y por sí mismo sería el más alto total de precipitación conocida para cualquier mes de cualquier lugar dentro de la Florida. Esta cantidad de lluvia siguió siendo el récord nacional de precipitaciones en 24 horas hasta la tormenta tropical Claudette (1979). También se han producido fuertes precipitaciones debido a frentes estancados cerca del estado, y ocurren durante el periodo de marzo a mayo y de octubre a noviembre.
El mes más lluvioso registrado en una estación climática de Florida fue durante mayo de 1891, cuando Gainesville, Florida, recibió 30,90 pulgadas (785 mm). El año más lluvioso registrado en una estación climática de Florida fue durante 1879, cuando 127,24 pulgadas (3.232 mm) cayeron en Pensacola, Florida. El año más seco para una estación climática en todo el estado fue durante 1974, cuando sólo 19,99 pulgadas (508 mm) cayeron en Key West.
Uno de los peores años para los incendios forestales fue 1998, al final de un ciclo de El Niño. 480 incendios forestales consumieron 500.000 acres (2.000 km²) en todo el estado. En 2010, el Servicio Meteorológico Nacional emitió más alertas de incendio en Florida que en ningún otro lugar del país.
La sequía en todo el estado comenzó en noviembre de 2005, un mes después del paso del huracán Wilma por el estado, y persistió hasta 2009.La anterior sequía importante se produjo en 2000, que fue el año más seco registrado en el estado.

### Nevadas

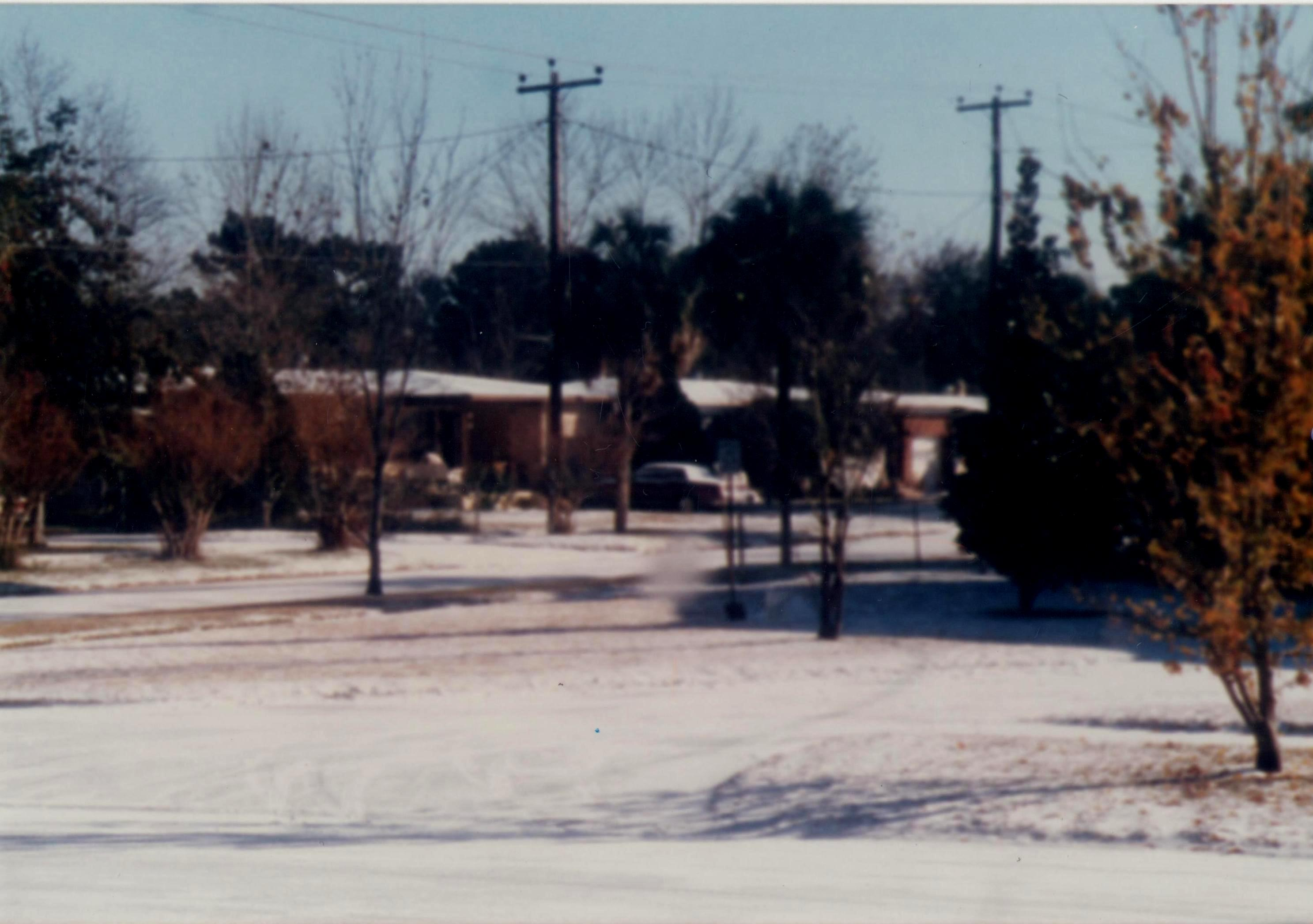
Nieve en Jacksonville el 23 de diciembre de 1989

Las nevadas son poco frecuentes en Florida. La primera nevada o aguanieve registrada se produjo en 1774 en el extremo norte del estado.La última nevada o aguanieve se produjo el 16 de enero de 2024, cuando una tormenta de invierno trajo ráfagas de nieve al oeste de Pensacola y partes occidentales del Panhandle.
El récord estatal de nevadas es de 5 pulgadas (13 cm), establecido en el norte de Florida durante enero de 1800, aunque existe cierto debate sobre la exactitud.La precipitación helada más temprana en la temporada fue durante el Nor'easter de finales de noviembre de 2006, el 21 de noviembre en el centro de Florida.La última vez en la temporada que cayó nieve o aguanieve fue el 8 de abril de 2007. Se han reportado ráfagas de nieve en el aire (no en el suelo) tan al sur como Homestead, durante un evento del 19 de enero de 1977.

## Tormentas eléctricas
Florida registra más tormentas eléctricas que cualquier otro estado de EE UU. En algunos lugares se registran más de 90 días de tormenta al año, lo que convierte a Florida en una de las regiones con más tormentas eléctricas fuera de los trópicos. Florida recibe la mayor densidad de rayos de Estados Unidos. Se atribuyen varias muertes al año a los rayos, lo que convierte a éstos en uno de los fenómenos meteorológicos más mortíferos del estado. Sin embargo, desde 1992, el número de muertes por rayos ha descendido lentamente a pesar del aumento de la población, lo que sugiere que los programas de concienciación sobre los rayos son eficaces. Los objetivos más probables de los rayos son los obreros de la construcción y otras personas que trabajan al aire libre, aunque el 12% de los casos se produjeron en interiores y afectaron a personas que utilizaban dispositivos electrónicos. Las tormentas eléctricas severas pueden producir a veces granizo, vientos muy fuertes en línea recta y tornados. Las lluvias torrenciales pueden provocar inundaciones repentinas. Las tormentas son más frecuentes en verano, pero pueden producirse en cualquier época del año.

### Tornados
Florida es el estado con más tornados por kilómetro cuadrado, aunque suelen ser mucho más débiles y de corta duración que en otros estados como el Medio Oeste o el Sur. Ocasionalmente se forman tornados fuertes en Florida, normalmente junto con el paso de un frente frío en invierno o primavera. Un total de 42 personas murieron en febrero de 1998 a causa del tornado más mortífero de este tipo en Florida Central, que se produjo durante la noche.
Aunque los tornados del Medio Oeste son más graves, en Florida, y en concreto en el condado de Brevard, se registra un mayor índice de muertes debido a la mayor densidad de población y a la cantidad de casas prefabricadas.

## Ciclones tropicales

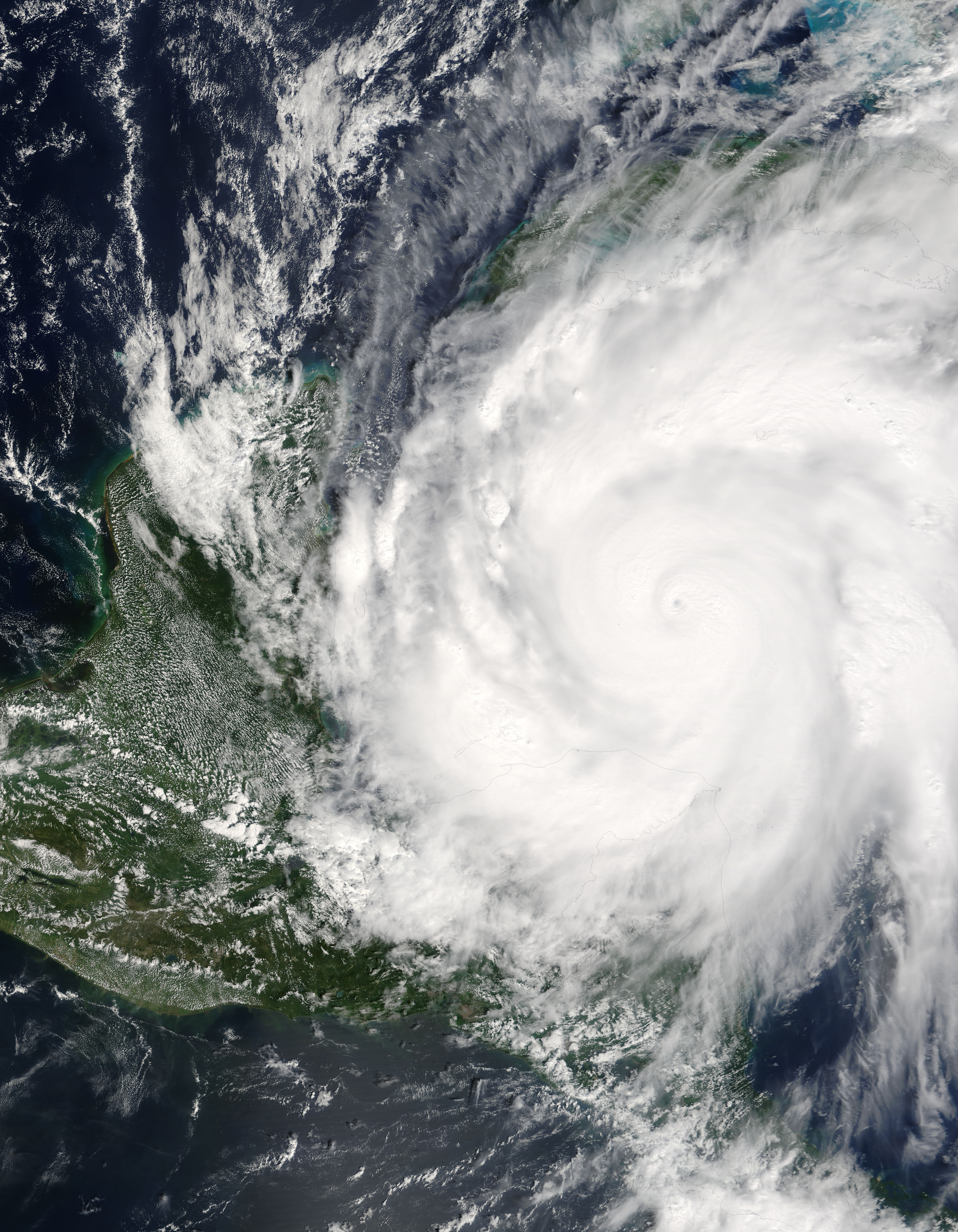
Huracán Wilma (2005)

La primera vez en el año que un ciclón tropical azotó el estado del sol fue la tormenta tropical del Día de la Marmota, en 1952. El impacto más tardío fue el de un huracán que azotó cerca de Tampa el 1 de diciembre de 1925. El huracán más fuerte que azotó Florida fue el del Día del Trabajo de 1935. El huracán Easy de 1950 produjo el mayor total de puntos de lluvia conocido de un ciclón tropical. El récord de huracanes que han azotado el estado en una temporada es de cuatro, en 2004.Los huracanes suelen generar tornados en su cuadrante noreste.
Los ciclones tropicales han afectado a Florida en todos los meses del año excepto enero y marzo. Casi un tercio de los ciclones afectaron al estado en septiembre, y casi tres cuartas partes de las tormentas afectaron al estado entre agosto y octubre, lo que coincide con el pico de la temporada de huracanes. Algunas partes de la costa tienen el periodo de retorno más bajo del país, es decir, la frecuencia con la que se puede esperar un huracán de cierta intensidad o categoría a menos de 86 millas (138 km) de un lugar determinado. El condado de Monroe ha sufrido 26 huracanes desde 1926, el mayor total de todos los condados de Estados Unidos.

## Efecto de los ciclos climáticos
El Niño tiene los siguientes efectos en el clima de Florida: precipitaciones por encima de la media en primavera, seguidas de la amenaza de incendios forestales cuando las lluvias se secan. El norte de Florida es más susceptible al mal tiempo; temperaturas por debajo de lo normal, aumento del número de sistemas de baja presión en el Golfo de México durante el invierno, y "casi siempre" reduce la frecuencia de tormentas y huracanes.
La Niña tiene los siguientes efectos: las condiciones suelen ser secas a finales de otoño, invierno y principios de primavera, aumenta el riesgo de incendios forestales en los meses de primavera y verano, las temperaturas medias se sitúan ligeramente por encima de lo normal y la probabilidad de actividad ciclónica aumenta sustancialmente.
Las previsiones a largo plazo se basan en estos efectos. Sin embargo, en invierno, la oscilación del Ártico y las oscilaciones del Atlántico Norte, que sólo pueden predecirse con unas dos semanas de antelación, las anulan con facilidad y pueden hacer que la temperatura descienda notablemente con respecto a las normas estacionales.

## Clima de algunas ciudades de Florida
El régimen climático de gran parte del estado es subtropical húmedo (Köppen Cfa), aunque el área metropolitana de Miami, el suroeste de Florida desde Fort Myers hacia el sur y todos los Cayos de Florida se clasifican como tropical húmedo y seco (Köppen Aw). Los condados de Florida con clima tropical son Miami-Dade, Broward, Palm Beach, Lee, Collier y Monroe. Una estrecha zona del este del estado, que incluye Orlando y Jacksonville, recibe entre 2.400 y 2.800 horas de sol al año. El resto del estado, incluido Miami, recibe entre 2.800 y 3.200 horas anuales.